# Кутиколь
Кутиколь (каз. Құтикөл, до 2006 г. — Коминтерн) — село в Иргизском районе Актюбинской области Казахстана. Административный центр Аманкольского сельского округа. Код КАТО — 156835100.

## Население
В 1999 году население села составляло 624 человека (324 мужчины и 300 женщин). По данным переписи 2009 года, в селе проживали 902 человека (479 мужчин и 423 женщины).